# Listă de filme de groază din anii 1990
Filmele de groază din anii 1990 sunt prezentate în următoarele articole:
- Listă de filme de groază din 1990
- Listă de filme de groază din 1991
- Listă de filme de groază din 1992
- Listă de filme de groază din 1993
- Listă de filme de groază din 1994
- Listă de filme de groază din 1995
- Listă de filme de groază din 1996
- Listă de filme de groază din 1997
- Listă de filme de groază din 1998
- Listă de filme de groază din 1999